# ジェットコースター・データベース
ジェットコースター・データベース （Roller Coaster DataBase、以下 "RCDB"）は、1996年にデュアン・マーデンが設立した、ローラーコースターと遊園地のデータベースである。2014年5月1日現在、世界中の6,690件のローラーコースターの情報が入っている。
ニューヨーク・タイムズ、ロサンゼルス・タイムズ、タイム、フォーブス、シカゴ・サンタイムズなどでも触れられたことがある。

## 歴史
RCDBは、ウィスコンシン州ブルックフィールド出身でコンピュータープログラマーのデュアン・マーデンが1996年に創設した。ウェブサーバはマーデンの家の地下室と、セントルイス市内にある。2013年11月現在、モバイル用スキンが開発中である。
2014年5月、HTML5を使ったデザインに変更された。

## コンテンツ
各ローラーコースターの項目には、写真、遊園地の場所、タイプ、ステータス (現在稼働中かどうかなど) や、長さ (距離)、高さ、降下、回転の数、最高速度、時間、最大傾斜角度、何人乗り・何台編成か、などが掲載されている。またサイトでは、高さ、速さ、長さ、坂の長さ、回転数のランキングもそれぞれ作成して掲載している。

## 言語
RCDBは、英語、フランス語、ドイツ語、スペイン語、オランダ語、ポルトガル語、イタリア語、スウェーデン語、日本語、中国語 (簡体字) という10の言語で利用できる。ページ上部、検索ボックスの右にある歯車のアイコンから言語が選択できる。